# 澳大利亚联邦运动
澳大利亚联邦运动是指昆士兰、新南威尔士、维多利亚、塔斯马尼亚、南澳大利亚和西澳大利亚这六个独立的英国自治殖民地同意联合并成立澳大利亚联邦的过程。 1901年1月1日澳洲憲法生效後，這6個自治殖民地都成为澳大利亚的州。這也标志着联邦运动结束。